# 小松未歩 6th〜花野〜
『小松未歩 6th〜花野〜』（こまつみほ・シックス・はなの）は、日本のシンガーソングライター・小松未歩が2003年9月25日にGIZA studioから発売した6枚目のオリジナルアルバムである。

## 内容
- 「mysterious love」から「私さがし」までの3作のシングル曲、ヒット曲「チャンス」のリミックス、FIELD OF VIEWに楽曲提供した「大空へ」「渇いた叫び」、DEENに楽曲提供した「君さえいれば」計3曲のセルフカバーなどを収録した6枚目のアルバム。
- 楽曲を秋の野に咲く色とりどりの花に見立てたことからサブタイトルがつけられた[1]。
- サブタイトルが日本語なのは『小松未歩 2nd 〜未来〜』以来で、セルフカバーが収録されるのも前述のアルバム以来である。
- それまでのアルバム作品は収録曲数が11曲で統一されていたが、この作品以降は収録曲数が増えている（リミックスアルバムである『WONDERFUL WORLD』を除く）。
- この作品よりアルバム作品はデジパック仕様となる（スリーブケース仕様である『lyrics』を除く）。

## 収録曲
| 全作詞・作曲: 小松未歩。 |                           |           |            |                                 |      |
| #                        | タイトル                  | 作詞      | 作曲・編曲 | 編曲                            | 時間 |
| 1.                       | 「mysterious love」       | 小松未歩  | 小松未歩   | 徳永暁人                        | 4:30 |
| 2.                       | 「ふたりの願い」          | 小松未歩  | 小松未歩   | 小林哲                          | 3:40 |
| 3.                       | 「通り雨」                | 小松未歩  | 小松未歩   | 徳永暁人                        | 3:46 |
| 4.                       | 「楽園」                  | 小松未歩  | 小松未歩   | 池田大介                        | 4:50 |
| 5.                       | 「明日を待てずに」        | 小松未歩  | 小松未歩   | 古井弘人                        | 4:54 |
| 6.                       | 「大空へ」                | 小松未歩  | 小松未歩   | 岡本仁志                        | 4:05 |
| 7.                       | 「渇いた叫び」            | 小松未歩  | 小松未歩   | 徳永暁人                        | 4:58 |
| 8.                       | 「君さえいれば」          | 小松未歩  | 小松未歩   | 大賀好修                        | 4:37 |
| 9.                       | 「チャンス 〜RECHANCE〜」 | 小松未歩  | 小松未歩   | 麻井寛史 / リミックス: 麻井寛史 | 4:08 |
| 10.                      | 「Last Letter」           | 小松未歩  | 小松未歩   | 池田大介                        | 4:30 |
| 11.                      | 「特別になる日」          | 小松未歩  | 小松未歩   | 岡本仁志                        | 4:04 |
| 12.                      | 「僕にあずけて」          | 小松未歩  | 小松未歩   | 大賀好修                        | 4:07 |
| 13.                      | 「私さがし」              | 小松未歩  | 小松未歩   | 徳永暁人                        | 5:20 |
| 合計時間:                | 合計時間:                 | 合計時間: | 57:29      |                                 |      |

## 楽曲解説
1. mysterious love
17thシングル。日本テレビ系列[2]番宣バラエティ番組『TVおじゃマンボウ』エンディングテーマ。
出版者:日本テレビ音楽。
2. ふたりの願い
18thシングル。日本テレビ系列音楽番組『AX MUSIC-TV』AX POWER PLAY #026（オープニングテーマ）。
出版者:日本テレビ音楽。
3. 通り雨
19thシングル「私さがし」カップリング曲。
出版者:ギザミュージック。
4. 楽園
出版者:ギザミュージック。
5. 明日を待てずに
出版者:ギザミュージック。
6. 大空へ
FIELD OF VIEWに楽曲提供した「大空へ」のセルフカバー[3]。
出版者:ビー企画室（ヅァインミュージック）。
7. 渇いた叫び
FIELD OF VIEWに楽曲提供した「渇いた叫び」のセルフカバー[4]。
出版者:テレビ朝日ミュージック。
8. 君さえいれば
DEENに楽曲提供した「君さえいれば」のセルフカバー[5]。
出版者:フジパシフィック音楽出版、日本アニメ音楽出版。
9. チャンス 〜RECHANCE〜
5thシングル「チャンス」のリミックス。
出版者:フジパシフィック音楽出版、ギザミュージック（スプーンフルミュージック）
10. Last Letter
出版者:ギザミュージック。
11. 特別になる日
17thシングル「mysterious love」カップリング曲。
出版者:ギザミュージック。
12. 僕にあずけて
出版者:ギザミュージック。
13. 私さがし
19thシングル。
出版者:ギザミュージック。

## 参加ミュージシャン
- 小松未歩：Vocal & Chorus (全曲)

サポートミュージシャン
- 徳永暁人：Acoustic Guitars & Electric Guitars & Programming (#1,3,7,13)、Electric Bass (#3,7)、Chorus (#1,7,13)
- 大賀好修：Acoustic Guitars (#2,5,8)、Electric Guitars (#2,5,8,12)、Programming (#8,12)
- 新津健二：Acoustic Guitars (#10)
- 岡本仁志：Electric Guitars & Programming (#6,11)、Acoustic Guitars (#11)、Chorus (#10)
- 岩井勇一郎：Acoustic Guitars (#12)
- 池田大介：Programming (#4,10)
- 小林哲：Programming (#2)
- 古井弘人：Programming (#5)
- 麻井寛史：Programming (#9)
- 宇徳敬子：Chorus (#9)
- 生沢佑一：Chorus (#9)